# Hans Gottfridsson
Ernst Hans Rudolf Gottfridsson, född den 14 april 1914 i Enköping, död den 11 februari 1986 i Båstad, var en svensk sjömilitär. 
Gottfridsson avlade sjöofficersexamen 1935. Han blev löjtnant i flottan 1937 och kapten där 1943. Gottfridsson genomgick ubåtsskolan 1937–1938 och Sjökrigshögskolan 1942–1943. Han befordrades till kommendörkapten av andra graden 1953, av första graden 1957 och till kommendör 1960. Gottfridsson var lärare vid Sjökrigshögskolan 1955–1957, chef för marinstabens operationsavdelning 1958–1960, inspektör för ubåts- och helikoptertjänsten 1960–1964, chef för vapentjänstavdelningen 1964–1966 och chef för Sydkustens örlogsbas 1966–1974. Han invaldes som ledamot av Örlogsmannasällskapet 1955 och av Krigsvetenskapsakademien 1961. Gottfridsson blev riddare av Svärdsorden 1954, kommendör av samma orden 1964 och kommendör av första klassen 1967.